# 亚美尼亚圣十字堂

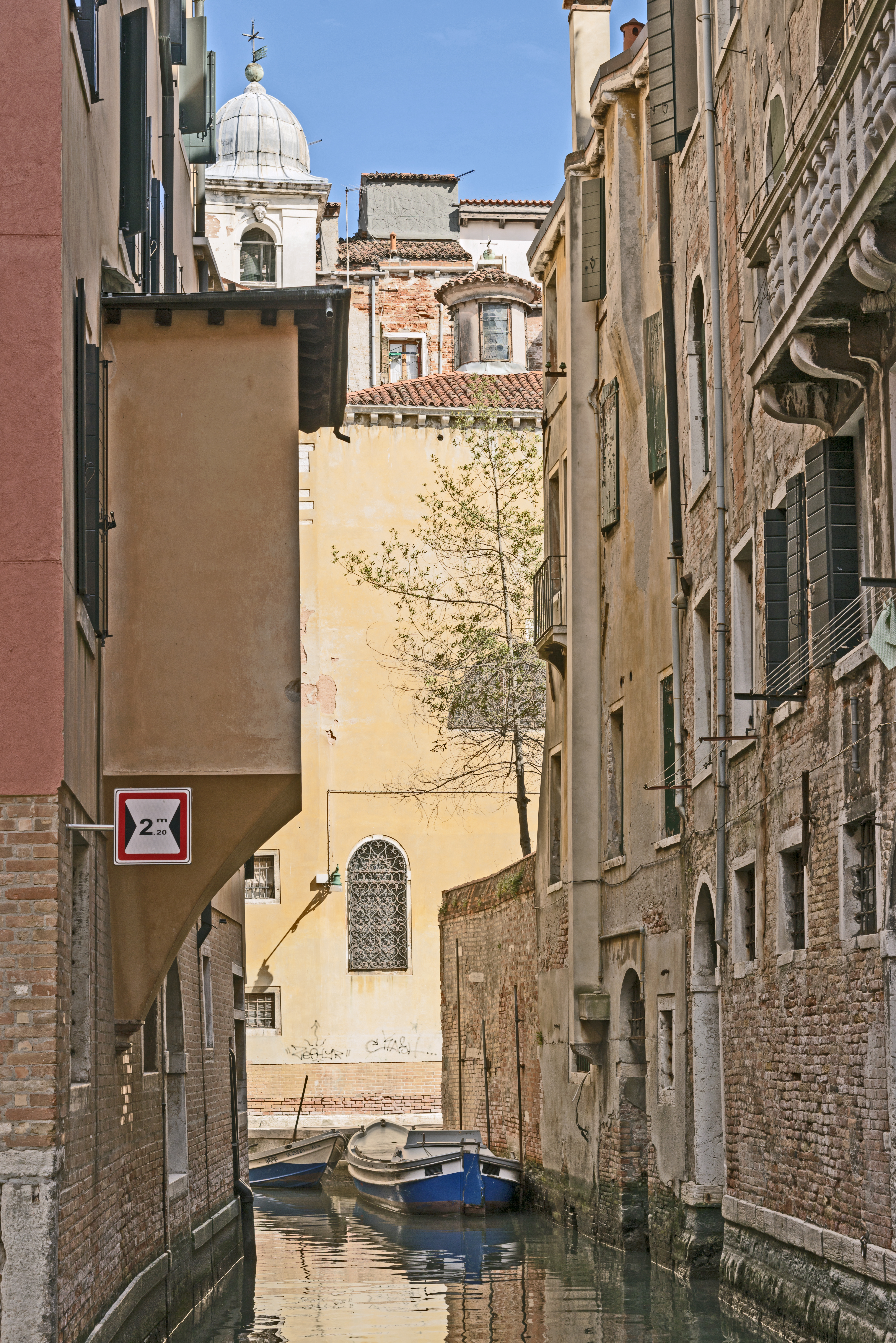

亚美尼亚圣十字堂（Santa Croce degli Armeni）是威尼斯的一座亞美尼亞禮天主教會教堂，位于亚美尼亚巷（Calle dei Armeni），靠近聖馬爾谷聖殿宗主教座堂。它是威尼斯的亚美尼亚社区的国家教堂。 

## 历史
亚美尼亚商人和威尼斯人之间的第一次接触可以追溯到6世纪。到了12世纪，亚美尼亚人在威尼斯建立了社区。 它成为共和国最富有的外国社区之一。
在13世纪中叶，威尼斯贵族和马可·齐安尼（Marco Zianni）为亚美尼亚商人建立了一个招待所。1434年在该地区建立了一座祭坛和小堂。1688年，商人Guerek Mirmanian 获准将小堂扩展为一个完全的教堂。该教堂后来成为社区的重要机构。 
目前该堂每月开放一天。每月的最后一个星期日上午10:30，来自亚美尼亚人的圣拉撒路（San Lazzaro degli Armeni）修道院的神父列队来到威尼斯，在该堂举行弥撒。